# 탈옥 (1976년 영화)
《탈옥》(L'Annee Sainte, Pilgrimage To Rome)은 이탈리아에서 제작된 장 지롤 감독의 1976년 코미디 영화이다. 장 가뱅 등이 주연으로 출연하였고 제라드 베이토트 등이 제작에 참여하였다.

## 출연

### 주연
- 장 가뱅
- 장 클로드 브리알리
- 다니엘 다리유

### 조연
- 니콜레타 마키아벨리
- 자크 마린
- 지암피에로 알베르티니
- 루치아노 바르톨리
- 토미 듀건